# Rülzheim (Verbandsgemeinde)
Rülzheim est une Verbandsgemeinde (collectivité territoriale) de l'arrondissement de Germersheim dans la Rhénanie-Palatinat en Allemagne. Le siège de cette Verbandsgemeinde est dans la ville de Rülzheim.
La Verbandsgemeinde de Rülzheim consiste en cette liste d'Ortsgemeinden (municipalités locales):

Localisation du Verbandsgemeinde de Lingenfeld dans l'arrondissement de Rülzheim

1. Hördt
2. Kuhardt
3. Leimersheim
4. Rülzheim